# Road to Paloma
Road to Paloma es una película de thriller americana, de 2014, dirigida, producida, coescrita y protagonizada por Jason Momoa.
Las coestrellas de la película son Sarah Shahi, Lisa Bonet, Michael Raymond-James y Wes Studi. La película fue estrenada el 11 de julio de 2014.

## Resumen
Después de asesinar al violador de su madre, Wolf, un nativo americano, huye de la ley. Seis meses más tarde, se encuentra con un vagabundo llamado Cash y se dirige al norte a la propiedad de su hermana, donde tiene la intención de ir a esparcir las cenizas de su madre, pero con la ley detrás de él, su sueño de poner a su madre en paz puede tener un precio.

## Reparto
- Jason Momoa es Robert Wolf.[1]
- Sarah Shahi es Eva.[3]
- Lisa Bonet es Magdalena.[3]
- Michael Raymond-James es Irish.[3]
- Wes Studi es Numay.[3]
- Jill Wagner es Sandy.
- Timothy V. Murphy es Williams.[3]
- Chris Browning es Schaeffer.[3]
- James Harvey Ward es Billy.
- Linden Chiles es Bob.
- Steve Reevis es Totonka.
- Tanoai Reed es Moose.
- Robert Homer Mollohan es Cash.
- Lance Henriksen es FBI Agent Kelly.

## Producción
En octubre de 2011, Jason Momoa declaró que estaba escribiendo, dirigiendo y actuando en un proyecto próximo, Road to Paloma. Hecho por $ 600,000, el rodaje comenzó en febrero de 2012 en Needles, California, donde se realizaría la mitad del rodaje. El resto tuvo lugar en Los Ángeles y Bishop. 
Momoa colocó a Shovels & Rope y The Rolling Stones para marcar la música de la película. 